# Марсель Депре
Марсе́ль Депре́ (фр. Marcel Deprez; 29 грудня 1843, Аян-сюр-Мільрон, департамент Луаре — 13 жовтня 1918, Венсенн департамент Валь-де-Марн) — французький інженер і фізик, відомий своїми роботами в галузі електротехніки.

## Біографія
У 1866 році Марсель Депре закінчив Вищу гірничу школу (фр. École des Mines de Paris) у Парижі. У період 1866—1872 працював секретарем директора цієї школи. До 1872 займався механікою. Під час франко-прусської війни (1870—1871) Депре створив прилад для визначення швидкості руху снаряда у дулі гармати. У 1878 розробив серію приладів для шляхових динамометричних вимірювань. Винайшов абсолютний електродинамометр, амперметр і ватметр

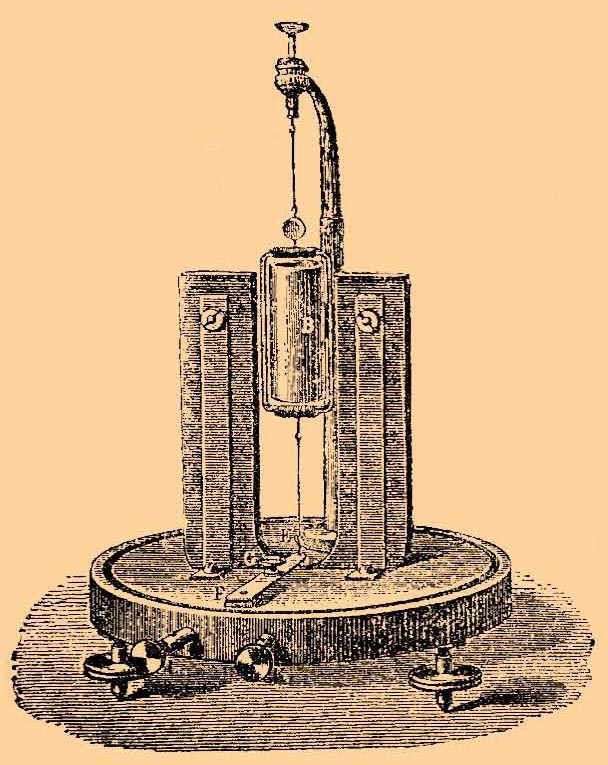
Гальванометр д'Арсонваля-Депре

У 1882 році разом з д'Арсонвалем удосконалює гальванометр з рухомою котушкою з провідником, намотаним на прямокутну рамку та підвішеною між полюсами постійного магніту. Струм, що вимірювався підводився до котушки металевою стрічкою на якій вона була підвішена, крутний момент протидії створювався гвинтовою пружиною. Як покажчик використовувалось дзеркало, закріплене на котушці. Всередину котушки поміщався нерухомий циліндр з магнітом'якого заліза, що забезпечило рівномірний розподіл магнітного потоку для різних положень котушки. Завдяки цьому відхилення рамки є прямо пропорційним величині струму у котушці і, завдяки чому, гальванометр д'Арсонваля-Депре,  на відміну від попередніх конструкцій, мав рівномірну шкалу. Цей прилад послужив першим зразком магнітоелектричного вимірювального механізму.

### Передача електроенергії на відстань
Величезну популярність принесли йому його досліди над технологіями передавання електричної енергії на відстань.
У 1881 році на першому Міжнародному електричному конгресі у Парижі під час Міжнародної електричної виставки Депре зробив повідомлення про можливість передавання та розподілу електроенергії на далекі відстані.
У 1882 році на запрошення та за сприяння німецького інженера-винахідника Оскара фон Міллера збудував дослідну лінію електропередачі для демонстрації на Мюнхенській електротехнічній виставці. На цій лінії Місбах — Мюнхен довжиною 57 км постійний струм від генератора З. Ґрамма, що урухомлювався паровою машиною, напругою від 1400 до 2000 В передавався телеграфним кабелем до аналогічного генератора, який виступав у ролі електродвигуна. Як навантаження для двигуна, встановленого у виставковому павільйоні, виступав насос, що піднімав воду на висоту декількох метрів, звідки вона падала в вигляді водоспаду. Потужність установки становила близько 1,5 кВт.
Заснувавши згодом у Парижі «Société pour la transmission de force électrique» («Компанія з передавання електричної енергії»), продовжував свої досліди.
Згодом Депре побудував декілька ліній електропередач у Франції, у тому числі найбільше значення мала лінія постійного струму Крей — Париж довжиною 56 км і напругою 5000-6000 В з ККД близько 45 %. Досягнуті ним результати втратили актуальність з появою ліній змінного струму. Проте, його досліди показали можливість практичного виконання цього такого важливого для техніки завдання.
Депре з успіхом займався і теорією динамо-машин, відкрив принцип компаундного збудження (компаундування).

### Обертове магнітне поле
У 1883 році Марсель Депре представив у Французькій академії наук теорему, що доводила утворення обертового магнітного поля двома струмами однакової амплітуди але зсунутими за фазою на 90 градусів (тобто двофазним струмом). Ця робота не була зауважена. Тому принцип створення обертового магнітного поля пов'язують з працями Галілео Ферраріса (1847—1897) і Ніколи Тесли (1856—1943), які незалежно один від одного повторно відкрили це явище і створили на його основі перші двофазні електродвигуни.
Після 1885 року Депре займався викладацькою роботою у вищих навчальних закладах Франції.

## Визнання
- 1883 рік — кавалер Ордена Почесного легіону[8].
- У 1886 році обраний членом Французької академії наук.
- З 1890 року — професор Національної консерваторії мистецтв і ремесел у Парижі.

## Наукові праці
- Deprez, Marcel Les lois fondamentales de l'électrotechnique. — Paris: Dunod, 1919. — 758 p.
- Deprez, Marcel Traité d'électricité industrielle théorique et pratique. — Paris: Liège, 1896. — 366 p.
- Deprez, Marcel Le transport de la force par l'électricité. — Paris: B. Tignol, 1885. — 341 p.
- Deprez, Marcel Notice sur les travaux scientifiques. — Paris: Gauthier-Villars, 1880. — 25 p.